# Daniela Băbeanu
Daniela Elena Băbeanu (ur. 18 listopada 1988 w Râmnicu Vâlcea), rumuńska piłkarka ręczna, reprezentantka kraju grająca na pozycji lewej rozgrywającej. Obecnie występuje w rumuńskim C.S. Oltchim Râmnicu Vâlcea.

## Sukcesy
- Mistrzostwa Rumunii:
  -  2012